# Norma (constelación)
Norma, la Regla o la Escuadra es una pequeña constelación del hemisferio celeste sur entre las constelaciones de Escorpio y el Centauro, una de las doce recogidas en el siglo XVIII por el astrónomo francés Nicolas-Louis de Lacaille y que representan a un instrumento científico. El nombre latino también aparece a veces traducido como la regla, la escuadra del carpintero o el nivel. Es una de las ochenta y ocho constelaciones modernas. Se da la circunstancia de que esta constelación carece de estrellas alfa y beta.
Cuatro estrellas de esta constelación, Gamma2, Delta, Épsilon y Eta Normae, forman un cuadrado en un campo de estrellas débiles. Gamma2 Normae es de hecho la estrella más brillante con una magnitud aparente de 4, mientras que Mu Normae es una de las estrellas más luminosas conocidas, con una luminosidad media un millón de veces la del Sol. Otras cuatro estrellas poseen sistemas planetarios. La Vía Láctea cruza Norma donde se pueden ver hasta ocho cúmulos abiertos visibles con prismáticos. Abell 3627, también conocido como el cúmulo de Norma, es una de las agrupaciones de galaxias más grandes conocidas.

## Historia
Norma fue introducida en 1751-2 por Lacaille con el nombre francés de L'Equerre et la Regle (La Escuadra y la Regla)  después de haber observado y catalogado 10 000 estrellas del hemisferio sur durante los dos años que permaneció en el cabo de Buena Esperanza. En conjunto, ideó catorce nuevas constelaciones de las regiones inexploradas del hemisferio celeste sur que no son visibles desde Europa. Todos, excepto uno, representan instrumentos científicos que simbolizan la Ilustración. Lacaille representa las constelaciones de Norma, Circinus y Triangulum Australe como una escuadra y una regla, un compás y un nivel topográfico respectivamente en un conjunto de instrumentos de delineante en las cartas celestes que confeccionó en 1756. El nivel colgaba del vértice de un triángulo, lo que lleva a algunos astrónomos a la conclusión de que iba a renombrar L’Equerre et la Regle a Le Niveau (el Nivel). En cualquier caso, el nombre de la constelación fue latinizado y acortado por el mismo Lacaille en 1763.

## Descripción
La Escuadra está rodeada al norte por el Escorpión, al noroeste por el Lobo, al oeste por el Compás, al sur por el Triángulo Austral y al este por el Altar. Ocupa el puesto 74 en cuanto a tamaño al cubrir 165,3 grados cuadrados de cielo nocturno, un 0,401 %. La abreviatura de tres letras adoptada por la Unión Astrónica Internacional (UAI) en 1922 es «Nor». Los límites oficiales, según fueron establecidos por Eugène Delporte en 1930, determinan un polígono de diez lados. En el sistema de coordenadas celestes, las ascensiones rectas que delimitan estas fronteras están comprendidas entre las 15 h 12 m 13,6119 s y las 16 h 36 m 08,3235 s, mientras que las declinaciones límite son −42,27° y −60,44°. La constelación completa es visible para observadores al sur de la latitud 29° N, aunque partes de la constelación pueden llegar a ser visibles hasta los 44° N.

## Estrellas

### Estrellas principales
- γ1 Normae, supergigante amarilla de magnitud 4,97.
- γ2 Normae, gigante amarilla de magnitud 4,01; es el astro más brillante de la constelación.
- ε Normae, sistema triple de magnitud 4,52.
- ι1 Normae, estrella múltiple de magnitud 4,63, la tercera más brillante de la constelación.
- ι2 Normae, estrella blanca de magnitud 5,57.

### Otras estrellas condenominación de Bayer
- δ Nor 4.73; ζ Nor 5.78; η Nor 4.65; θ Nor 5.13; κ Nor 4.95; λ Nor 5.44; μ Nor 4.86

### Otras estrellas
- 39 Normae, gigante roja de magnitud 6,03.
- S Normae, cefeida cuyo brillo varía entre magnitud 6,12 y 6,70 en un ciclo de 9,754 días. Es la estrella más brillante del cúmulo NGC 6087.
- QU Normae (HD 148379), supergigante azul de magnitud 5,36.
- V360 Normae, gigante azul variable de magnitud 5,77.
- HD 142415, enana amarilla orbitada por un planeta.
- HD 143361, estrella semejante a la anterior también con un planeta.
- HD 148937, supergigante azul de magnitud 6,77.
- HD 330036, una de las pocas estrellas simbióticas conocidas; estas son estrellas binarias cuyas componentes, una gigante roja y una estrella pequeña y caliente, se hallan rodeadas por una nebulosidad.
- HD 330075, subgigante naranja en donde se ha descubierto un planeta extrasolar.
- Gliese 615, enana naranja distante 45 años luz.

## Objetos de cielo profundo
- NGC 6087, el más brillante de los cúmulos abiertos en la constelación, situado entre α Centauri y ζ Arae.
- Nebulosa de la Hormiga (Mz 3), nebulosa planetaria muy compleja de magnitud 13,8, cuya forma recuerda el cuerpo de este insecto. Es una de las nebulosas bipolares más sorprendentes, hallándose formada por un núcleo brillante y, al menos, cuatro distintos flujos de materia.
- Resto de supernova RCW 103; alberga en su interior 1E 161348-5055, la estrella de neutrones de rotación más lenta que se conoce.
- SNR G327.1-01.1, Kesteven 25, Kesteven 32 y SNR G330.2+01.0, restos de supernova. Los dos primeros tienen un brillante plerión en su centro.